# (2557) Putnam
(2557) Putnam es un asteroide perteneciente al cinturón de asteroides, descubierto el 26 de septiembre de 1981 por Brian A. Skiff y el también astrónomo Norman G. Thomas desde la Estación Anderson Mesa (condado de Coconino, cerca de Flagstaff, Arizona, Estados Unidos).

## Designación y nombre
Designado provisionalmente como 1981 SL1. Fue nombrado Putnam en honor al astrónomo Roger Putnam, sobrino de Percival Lowell y a su hijo, Michael C. J. Putnam.